# Indiana Jones a chrám zkázy
Indiana Jones a chrám zkázy je prequelem k filmu Dobyvatelé ztracené archy. Třetí díl (1989) byl nazván Indiana Jones a poslední křížová výprava, čtvrtý dílem (2008) je Indiana Jones a království křišťálové lebky. V roce 2023 byl natočen pátý díl s názvem Indiana Jones a nástroj osudu.

## Děj
Děj se odehrává o rok dřív oproti prvnímu dílu, roku 1935. Indiana (Harrison Ford) se tentokrát v šanghajském klubu zaplete s čínským gangsterským bossem. Ve hře je vzácná čínská soška a vzácný diamant – a Jonesův život. Hrdinný univerzitní profesor se tentokrát společně s barovou zpěvačkou Willie a svým pomocníkem, desetiletým chlapcem Shortym při útěku z Šanghaje ocitnou v padajícím letadle. Před jeho zkázou uniknou seskokem do džungle, dojdou do malé vesničky. Její obyvatelé je požádají o pomoc, protože zlí lidé od maharádži jim ukradli posvátné kameny a také děti. Indiana s oběma přáteli je u maharádži přijat přátelsky, ale brzy zjistí, že je zde srdce kanibalistické náboženské sekty, uznávající pradávnou bohyni Kálí. Při sledování jejich odporného obřadu jsou Indiana s Willie chyceni a stanou se nechtěnou součástí obřadu. V poslední chvíli je zachrání malý Shorty, všem třem se podaří z chrámu utéct a ještě uzmout zázračné kameny i osvobodit ztracené děti. Po bláznivém útěku se dostanou do vesnice, která se pomocí kamenů osvobodí ze zlého prokletí.

## Obsazení
| Harrison Ford    | Indiana Jones             |
| Kate Capshaw     | Wilhelmina 'Willie' Scott |
| Jonathan Ke Quan | Kraťas/Mrňous             |
| Amrish Puri      | Mola Ram                  |
| Roshan Seth      | Chattar Lál               |
| Philip Stone     | Kapitán Blumburtt         |
| Roy Chiao        | Lao Che                   |
| David Yip        | Wu Han                    |
| Ric Young        | Kao Kan                   |
| Chua Kah Joo     | Chen                      |
| Rex Ngui         | Maitre d'                 |
| Philip Tan       | Henchman                  |
| Dan Aykroyd      | Weber                     |
| D.R. Nanayakkara | Stařešina                 |

## Ocenění
- BAFTA Film Award (1985) - Vizuální efekty + 3 nominace: kamera, střih, zvuk
- 1 cena Americké filmové akademie (Oscar) - Vizuální efekty + 1 nominace: Hudba